# Plumularia margaretta
Plumularia margaretta är en nässeldjursart som först beskrevs av Nutting 1900.  Plumularia margaretta ingår i släktet Plumularia och familjen Plumulariidae. Inga underarter finns listade i Catalogue of Life.